# Лорел Габбард
Лорел Габбард (англ. Laurel Hubbard; 9 лютого 1978 , Окленд ) — новозеландська важкоатлетка, яка виступала у ваговій категорії понад 87 кілограмів та понад 90 кілограмів. Срібна призерка чемпіонату світу. Перша в історії Олімпійських ігор трансгендерна жінка, яка брала участь у турнірі.

## Кар'єра
Батьком Габбард є Дік Габбард, колишній мер Окленд-Сіті.
До зміни статі змагалася під ім'ям Гевін Габбард. У чоловічій дисципліні понад 105 кілограмів на чемпіонаті Нової Зеландії в 1998 році з ривком 135 кг і поштовхом на 170 кг встановив юніорські рекорди. Пізніше їх побив Девід Літі.
У 2012 році Габбард був призначений на посаду виконавчого директора Олімпійської Федерації важкої атлетики Нової Зеландії. Згодом він здійснив трансгендерний перехід і став називатися Лорел Габбард.
На міжнародному чемпіонаті Австралії та Відкритому чемпіонаті Австралії вона виступила у ваговій категорії понад 90 кілограмів, завоювавши золоту медаль з результатом 123 кг у ривку і 145 кг у поштовху. Таким чином, вона стала першою транс-жінкою, яка виграла Міжнародний титул у змаганнях з важкої атлетики в Новій Зеландії. Хоча Габбард відповідала кваліфікаційним вимогам для участі в змаганнях, її перемога викликала суперечки, а деякі інші учасники стверджували, що змагання було несправедливим. Серед спортсменів, які критикували рішення дозволити Габбард брати участь у змаганнях, були Юніарра Сіпая, Тоафіту Періве, Дебора Акасон і Трейсі Ламбрехс. Виконавчий директор австралійської Федерації важкої атлетики Майкл Кілан заявив, що участь Габбард несправедлива по відношенню до інших учасників.
На чемпіонаті світу 2017 року в Анагаймі Габбард завоювала срібну медаль у ваговій категорії понад 90 кілограмів. Вона підняла 124 і 151 кілограм у ривку і поштовху, відповідно.
Габбард кваліфікувалася на Ігри Співдружності 2018 року, але отримана травму ліктя під час змагань, яка змусила її відмовитися від участі в змаганнях. У ривку вона підняла 120 кілограмів.
Габбард виграла дві золоті медалі на Тихоокеанських іграх 2019 року в Самоа. Рішення дозволити Габбард брати участь у змаганнях згодом піддалося критиці з боку Лоау Соламалемало Кенеті Сіо, голови Самоа 2019, і прем'єр-міністра Самоа Туїлаепа Айоно Саілеле Маліелегаої. На чемпіонаті світу в Паттаї вона стала шостою в новій ваговій категорії понад 87 кілограмів. Вона підняла 131 і 154 кг у двох вправах, набравши сумарно 285 кг на міжнародному турнірі в Катарі завоювала золото, піднявши 275 кг.
У 2020 році вона виграла золоту медаль на Кубку світу в Римі у ваговій категорії понад 87 кілограмів, піднявши 270 кг в сумі.

### Олімпіада-2020
21 червня 2021 року олімпійський комітет Нової Зеландії ухвалив рішення допустити Лорел Габбард до олімпійської збірної в категорії до 87 кг серед жінок. Вона стала першою трансгендеркою, що виступить на Олімпійських іграх. Рішення комітету спричинило негативну критику від спортсменок Анни Ван Беллінґен, Трейсі Ламбрекс та Save Women Sport Australasia. Підтримку висловила важкоатлектка та її конкурентка Харизма Амо-Таррант, а також прем'єр-міністр Нової Зеландії Джасінда Ардерн та міністр спорту Грант Робертсон.